# HEY!HEY!HEY! MUSIC CHAMP
『HEY!HEY!HEY! MUSIC CHAMP』（ヘイ ヘイ ヘイ ミュージック・チャンプ）は、フジテレビ系列で1994年10月17日から2012年12月17日まで放送されていた音楽バラエティ番組。ダウンタウンが司会を務めた。レギュラー時代の放送時間は毎週月曜日 20:00 - 20:54（JST）。2013年から2015年までは特別番組として不定期放送されていた。通称は『HEY!HEY!HEY!』『HEY!×3』『HEY!』。ステレオ放送、文字多重放送、ハイビジョン制作を実施していた。
現在は、深夜帯や『土曜プレミアム』枠などでスピンオフ番組『HEY!HEY!NEO!』（ヘイ!ヘイ!ネオ!）として2015年から2021年まで不定期に放送されていた。

## 概要
ダウンタウン（浜田雅功・松本人志）の司会による音楽番組であり、ダウンタウンとアーティストによる対決企画や、出演アーティスト参加のクイズなども含め、トークが主体となっている。番組開始当時のキャッチコピーは「君のくちびるに歌を。」。お笑いタレントがプライムタイムに放送される音楽番組のメイン司会を単独で務めるのは史上初の試みとなる。松本人志は、『ダウンタウンのガキの使いやあらへんで!』や『放送室』などで当番組のことを度々「ヘイヘイ」と略していた。
フジテレビとしては、看板音楽番組だった『夜のヒットスタジオ』（1968年-1990年）終了後の約4年間、数々の音楽番組が試行錯誤の末に短命終了していくが、お笑いタレントを司会に据え、トークの比重を音楽と同等の位置に置いた本番組の成功によって「お笑いバラエティ色を強めた音楽番組」というトレンドが生まれた。同時期にはNHKが『ポップジャム』、TBS系列が『うたばん』、日本テレビ系列が『速報!歌の大辞テン』等をスタートさせ、テレビ朝日系列『ミュージックステーション』等は低迷していた視聴率が回復するなど、長らく停滞傾向にあった若者向けテレビ音楽番組の活性化につながった。
最高視聴率は1999年6月21日に記録した28.5%(関東地区)。
番組から誕生したユニット・H Jungle with tのデビュー曲「WOW WAR TONIGHT 〜時には起こせよムーヴメント」が1995年にミリオンセラーを記録した。
4月または10月の改編期毎に番組構成、背景セットなど場合によっては番組ロゴのリニューアルを重ねている。主に毎週4〜6組のアーティストがゲスト出演し、スタジオで新曲を披露するほか、ダウンタウンとトークを展開。毎回最初の1組目のアーティストを「ミュージックチャンプ」として登場（第1回のチャンプはHOUND DOG）、その他に3〜5組のアーティストがゲストとして登場する。開始から1997年3月までは「ミュージックチャンプ」をメインゲストとして番組前半に時間を割き2〜3曲の歌唱とトーク、後半にゲスト2〜4組がトークと1曲ずつ歌唱、そしてトーク無しで歌唱のみの1組（回によっては無く、全ゲストとトークする場合もある）という構成だった。また、初期（1994年10月-1997年3月）においては、積極的に新人アーティストを採り上げる企画、「誰やねん!? ～Who are You!?～」を放送し、シャ乱Q、Every Little Thing、ウルフルズ、篠原ともえなど90年代を代表する豪華なメンバーが出演。放送中、新人アーティストが浜田雅功に頭を叩かれるとヒットする（売れる）というジンクスも生まれた。チャンプ方式は1997年4月以降は休止していたが、1999年10月から11月までに「チャンプ5番勝負」と題して限定復活し、4組のアーティストが登場。長い休止期間を経て、2003年10月20日より本格復活した。また一時期音楽番組であるにもかかわらず1時間の放送時間のうち歌が1 - 2曲しか放送されない時期もあり、残りの時間は全てトークまたはメインゲストとのゲーム対決などに費やされていた時期があった。
2012年春までは平均12%前後の視聴率を記録していたが、4月16日に6.7%へと急落して以降1桁台を記録することが多くなり、6月11日には史上最低記録の5.8%を記録する（関東地区・ビデオリサーチ社調べ）。そして9月18日、「番組の時代的役割を果たし終えた」として2012年限りで番組を終了する方向であることが報道された。
2012年12月17日 19:00 - 20:54に『こんなに笑えた音楽番組はなかったぜ! 最後のHEY!HEY!HEY! MUSIC CHAMP』と題して、最終回を約2時間の特別番組で生放送。番組の出演頻度が多かったアーティストが多数出演。ダウンタウンとの思い出トークを展開後、代表曲を披露した。出演アーティストは、浜崎あゆみ、TRF、小室哲哉、Every Little Thingなど。平均視聴率が14.3%で、瞬間最高視聴率が18.3%と、有終の美を飾り、約18年2ヶ月のレギュラー放送の歴史に幕を下ろした。後番組はダウンタウンと同じ事務所の後輩である今田耕司とジャニーズ事務所所属の山下智久が司会を務める『ジェネレーション天国』。
レギュラー放送終了時点では番組をスペシャル版で継続を視野に入れていなかったが、最終回で視聴率が良かったため、2013年7月1日 19:00 - 21:54に『HEY!HEY!HEY! 電撃復活2013 総勢97名のアーティストが集結!ダウンタウンがやらなきゃ誰がやる!SP』と題して、約7ヶ月ぶりに特番として放映された。（※テレビ西日本・北海道文化放送は、『福岡ソフトバンクvs北海道日本ハム』を東京ドームからそれぞれ別々の制作と内容で生中継。そのため、同週の土曜・日曜の午後にそれぞれ振り替え放送）。以後、2014年1月13日 19:00 - 20:54に『HEY!HEY!HEY! 2014 超豪華アーティストにゴリゴリ絡みましたSP』と題して、同年4月6日 13:00 - 14:00に『HEY!HEY!HEY! 2014 超豪華アーティストにゴリゴリ絡みましたSP“春”の直前SP』と題して、同年4月7日 19:00 - 20:54に『HEY!HEY!HEY! 2014 超豪華アーティストにゴリゴリ絡みましたSP“春”』と題して、同年6月9日 19:00 - 20:54に『HEY!HEY!HEY!特別編 さよなら大島優子ラストステージ生中継SP』と題して、同年12月29日 20:00 - 22:48に『HEY!HEY!HEY! MUSIC CHAMP 20周年大感謝祭』と題して、2015年4月6日 21:00 - 22:54に『HEY!HEY!HEY! MUSIC CHAMP 2015 春の大ぶっちゃけトークSP』と題した復活特別番組が計7回放送された。
番組本編復活特番としてはこれが最後になっており2015年以降は放送されていないが、後述のスピンオフ番組が2015年に企画されて、同年9月25日にスピンオフ企画番組として『HEY!HEY!NEO!』が初の23時台（23:00 - 23:58）に放送された。番組内容は、従来の人気・ベテラン・中堅等のアーティストが出演する『HEY!HEY!HEY!』とは対照的に、『HEY!HEY!NEO!』では、まだ無名だがこれから売れるのに期待がある人気・ベテラン・中堅・若手・新人等のアーティストが出演して、ダウンタウンとのトークやライブが繰り広げられる（回によってはメジャーなアーティストが登場することもある）。これ以降はこの形で年1〜2回のペースで継続しており、2019年10月で『夜のヒットスタジオ』の22年を超え、放送開始から通算25周年を迎えた。

## 出演者

### 司会
- ダウンタウン（浜田雅功・松本人志）

### ゲスト
- 毎回異なるアーティストやミュージシャン・アイドル・芸人とジャンルは不当で幅広く数組出演。なお、松本隆博は出演していたが小川菜摘やハマ・オカモトは未出演[12]。
- 過去の出演者一覧はホームページから全て閲覧可能になっている[13]。

## 放送リスト

### 1994年
| 放送回 | 放送日   | 出演者                |
| ------ | -------- | --------------------- |
| 1      | 10月17日 | HOUND DOG、坂本龍一   |
| 2      | 10月24日 | 鈴木雅之              |
| 3      | 10月31日 | TRF                   |
| 4      | 11月7日  | 槙原敬之              |
| 5      | 11月14日 | 奥田民生              |
| 6      | 11月21日 | 玉置浩二、Mr.children |

## 番組構成
- 今聴きたい!名曲HEY!HEY!HEY!（2009年4月〜2012年9月）

「今聴きたい名曲」をテーマに、1970年代歌謡曲や1980年代アイドル全盛の時代を中心に過去の映像などを通して振り返る。
- 立ちトーク、座りトーク

『今聴きたい!〜』からゲスト1人（グループ1組）、立ちトークから1人（グループ1組）、メイン(チャンプ)の座りトーク（アーティストにゆかりのあるタレント・芸人が1組呼ばれる場合もある）から1人（グループ1組）の計3組のゲストによる歌とトークで構成されている。
- テーマに関わる懐かしの名曲

アメコミ調のダウンタウンのアニメが登場（セリフは声優による吹き替え）によるもの。スタッフが行なった街頭調査でリクエストの多かったテーマ（雨の日に聴きたい、カバーされた曲、タイトルに星がつく曲など）に沿った'70、'80、'90年代の名曲を当時の映像と共に15曲ほど紹介する。
- 懐かしの名曲ランキング

'70、'80、'90年代の中からランダムで選ばれた年の聴きたい名曲を街頭調査と番組ホームページ内でリクエストを取り、集計されたトップ10を発表、その中からランクインされた曲の歌手を1組ゲストに招き、生歌が披露される。岩崎宏美、ジュディ・オング、杏里、布施明、八神純子、杉山清貴、小柳ルミ子など大物アーティストが毎週出演。
パネラーは、宮川俊二、クリス松村、半田健人、松村邦洋など計7名、ご意見番には「夜ヒット」の司会でお馴染みの芳村真理も登場。歌手、曲にまつわるエピソードを解説、披露しトークする。「まだまだ続きます」コールでは、山本譲二、鳥羽一郎、ささきいさお、PUFFYほかが出演。
1981年（5月18日）、1990年（7月6日）、1976年（8月31日）のベスト10ではスケジュールの都合による本人不在のハプニングもあった（「WOW WAR TONIGHT 〜時には起こせよムーヴメント」がランクインされていても浜田が歌わなかったというケースもある）。但し、本人登場は名曲ランキングとゲスト持ち込みの片方ずつでしかやらない為、『名曲』をやれば、『持ち込み』では出演しないという形態を取っている事が多い。このコーナーの拡大版として2時間スペシャルが組まれることもある。
名曲企画が成功して、コストカットもあいまって各局の音楽番組が挙って名曲企画を取り上げることが多くなった。
2010年7月以降、松本人志療養中により、7月はゲストパネラーの単独トーク、8月は浜田雅功の単独と持ち込み企画パネラーの臨時司会（立ちトークなどでは、松ちゃん人形を設置。なお8月30日放送では松本が復帰）。
- HEY!HEY!HEY!動画CHAMP（2010年10月18日〜）

番組で用意した動画素材の中からゲストが見てみたいものをタイトルだけで判断し選出。その動画を見ながらトークをする。ゲストによる「持ち込み動画」もあわせて紹介。

### 企画・コーナー

#### 対決企画
- 松本人志 VS 河村隆一 - 「ビリヤード」
- ダウンタウン VS LUNA SEA（RYUICHI・SUGIZO） - 「卓球」
- 浜田雅功 VS 奥田民生 - 「アーチェリー」
- 松本人志 VS 福山雅治 - 「ビリヤード」「料理の鉄人」
- 松本人志 VS 宇多田ヒカル - 「テトリス」
- ダウンタウン VS 宇多田ヒカル - 「卓球」「フリースロー
- 松本人志 VS GLAY - 「ラジコンカー」
- ダウンタウン VS モーニング娘。 - 「大運動会」
- ダウンタウン VS タッキー&翼 - 「砲丸投げ」・
「やぶさめ」・「バドミントン」
- 松本人志 VS マーク・パンサー - 「ビリヤード」
- 松本人志 VS 安室奈美恵 - 「テトリス」
- ダウンタウン VS 安室奈美恵 - 「太鼓の達人」「ダーツ」
- 松本人志 VS 鈴木あみ - 「料理」
- 松本人志 VS 浜崎あゆみ - 「車庫入れ」
- 松本人志 VS GACKT - 「ビリヤード」「にらめっこ」
- ダウンタウンVS 布袋寅泰 - 「ジェンガ」
- 松本人志 VS Mr.Children - 「プリン早食い」
- ダウンタウン VS 井上陽水奥田民生 - 「弓矢」
- 松本人志 VS ORANGE RANGE - 「パターゴルフ」
- ダウンタウン VS 嵐 - 「ローリングコインタワー」「フォーリングパイプ」（どちらも、嵐の番組「VS嵐」のコーナー）
- ボウリング対決
  - ダウンタウン VS 松田聖子・持田香織（Every Little Thing）
  - ダウンタウン VS 松田聖子・山咲トオル
  - ダウンタウン VS KinKi Kids
  - ダウンタウン VS TOKIO・V6
  - 浜田・松田聖子 VS 松本・中森明菜
  - 浜田・小室哲哉 VS 松本・河村隆一
  - 浜田・工藤静香 VS 松本・宇多田ヒカル
  - 浜田・松田聖子 VS 松本・持田香織

#### プレゼントコーナー
- 大型サイン色紙
- ゴールドディスク

番組出演時に歌った曲を収録したCDに、その回に出演したアーティストが直筆サインをし、CDだけを取り出してパネルに収めたもの。毎回番組の終わりに、ダウンタウンの2人がその回のトークにちなんだプレゼント応募のためのキーワードを発表。通常、当選者の発表は名前の発表のみで終わるが、出演者の多いスペシャルの回ではCDが多くなり、パネルが人の身長を越える高さであったため、番組スタッフが当選者宅まで届けに行き、その模様が後日放送された。
- プラチナムディスク
- オリジナルTシャツ
- オリジナルワークパンツ
- オリジナルシャツ
- オリジナルパンツ
- プレミアムディスク（2004年7月26日 - ）

### かつてあったコーナー
- HEY!HEY!HEY!HEADLINE
- ナニワ音楽道

関西系アーティストが登場した。
- ダウンタウンのごっつええうた

懐メロのコーナー。サザエさんの主題歌も登場し、宇野ゆう子がゲストにて生歌をスタジオにて披露。その後加藤みどりと当時カツオ役だった高橋和枝がゲスト出演した。
- Who are you? だれやねん!

新人や知名度の低いアーティストが登場。ウルフルズやT.M.RevolutionやEvery Little Thing、篠原ともえの初出演はこのコーナー。また、派生コーナーとしてダウンタウンと面識がある人物が新人アーティストとして登場する「よう見るのぉ!」、人気タレントや俳優・女優が歌手として登場する「調子乗ってんちゃうん?」、長いこと活動してもいまだに売れなかったり、ダウンタウンから見て売れる見込みがないと判断された歌手、アーティスト、グループが登場する「もうええで．．．」がある。
- 書いたんか?!

関西圏では、下の意味だがこちらでは有名アーティストに対して「曲書いたの？」と意味のコーナー。記念すべき1回目は奥田民生プロデュースのPUFFYの初出演のコーナー。
- RADIO HEY!HEY!HEY!
- クイズミュージックミクスチャー
- アーティストこの人と言えば!

コーナー司会は浜田、安藤幸代。
- エンタメHEADLINE

最新音楽情報。コーナー担当はKAZ。
- HEY!HEY!HEY!タイムマシン（19XX年のランキング）
- ダウンタウンとチャンプ、ゲストによるトーク&ライブ
- チャンプに質問コーナー！→日本全国！チャンプに質問

2004年4月から2005年3月まで実施。チャンプゲストが収録観覧者からの質問応答するコーナー。同年10月18日のセットリニューアルからは、質問者が『同姓同名』『東京大学の学生』『丸の内OL』『芸能人』『大阪のおばちゃん』『内気な小学生』『渋谷の女子高校生』『映画 or ドラマの共演者』と振り分けられ、対象があらゆる方面へと散らばる様になった、例外的に2005年2月28日放送分ではサブゲストでロサンゼルスからの中継での初出演のB'zにも行った。
- 歌手の殿堂!ザ・レジェンド

かつて活躍した大物歌手を招いてトークを展開。2004年10月18日より。
- パーフェクトランキング

CDの販売枚数以外にも「カラオケ選曲回数」「レンタル本数」「有線放送回数」「ラジオ放送回数」「タイアップ番組の視聴率（2003年7月7日以降は着メロのダウンロード数）」の要素をすべて加味した総合的なランキングであった（一時期は洋楽ランキングもあった）。
番組のウェブサイト上でも閲覧できるが、インターネットが普及していない番組初期にはダイヤルQ2回線を利用してランキングデータを取得できるFAXサービスもあった。
以前は番組中盤の3 - 5分程度のコーナーとなっていたが、末期にはエンディングで紹介されていた。
- 星のレストラン 〜スターが選ぶ究極のフルコース料理〜

アーティストおすすめの名店を紹介し、ダウンタウンと共に食べる。2組のアーティストそれぞれが奨める前菜・メインディッシュ・デザート（計6品）を紹介していた。このコーナーのナレーションは藤村俊二が担当。
- レジェンドの館

『歌手の殿堂!ザ・レジェンド』のリニューアル版。昔のアイドルや一世を風靡した歌手などを何組か招くトークコーナー。過去のヒット曲映像やエピソードトークの他、「スターどっきり（秘）報告」の映像を流すのが恒例。2005年4月から9月まで実施。
- PV×PV

アーティストのプライベートを公開するコーナー。ダウンタウンはこのコーナーには出演しない。
- テレフォンボックス

アーティストの素顔に迫るコーナー。但し、ダウンタウンが出演しない企画であるため、「そんなコーナーがあったんや」と生放送で発言したことがある。
- RAINICHI-IN

来日したアーティストを迎えてトークを展開。
- GEISHA GIRLS COMING SOON

GEISHA GIRLSの最新情報を紹介するコーナー。ナビゲーターは小林克也。小林はGEISHA GIRLSがゲストとして登場する際には代理で司会を務めている。
- ゆかりトーク

2005年4月から2008年3月まで実施。チャンプゲストにゆかりのある人を迎えてトークする。
- HEY!HEY!HEY!調査隊

若手のお笑い芸人や女性タレント等がトークゲストを調査し、ゲストの素顔に密着する。
- RANK-IN

最新のオリコンシングルランキングかアルバムランキングのベスト10を発表（まれにUSENチャートやインディーズチャートを発表するときもある）。ゲストは放送当日まではわからない仕組みになっていたが、ゲストの名前がラテ欄に載ることもある。他のゴールデンタイムの歌番組では滅多に見られないゲスト（主に声優など）が登場することもある。広く一般受けしないと思われるゲストの回は、地上・BSデジタル放送の場合、サイドパネルが貼られたり、アナログ放送と同じく発言テロップが出たりする（サイドパネルがあってもテロップがない場合もある）。過去のランキングから選出されたアーティストが登場した回もある（国生さゆりなど）。
- RANK-INの予感

オリコンTOP10に入りそうなアーティストを数組迎えてのトークコーナー。mihimaru GTなどが出演していた。
- SUISEN-IN

推薦人が紹介したアーティストを迎えてトークするコーナー。
- VOCALIST

2007年10月から始まったコーナー。アーティストがランキングの中からカバーしたい曲を選ぶ。
- 音楽ニュース

毎週最新の音楽ニュースを紹介。2007年10月分からは「HEY!HEY!HEY!本日付けオリコンシングルチャートベスト10」もこのコーナーで放送されていた。ナレーターは、週替わりのお笑い芸人。
- COVER CHAMP

異種業のゲストがアーティスト本人を目の前にして、そのアーティストの楽曲を歌唱し、優勝者を選ぶコーナー。 第1回は郷ひろみの「GOLDFINGER '99」を歌った田中要次が優勝トロフィーを獲得した。

### 収録スタジオ・会場
- 放送開始から2007年9月まで - フジテレビ砧スタジオ A1スタジオ

- 夢のCHAMP CANIVAL・MUSIC AWARD I - V - 東京ベイNKホール

- 400回記念・放送10周年記念スペシャル - さいたまスーパーアリーナ

- 生のCHAMP X'mas・04年以降の春生放送スペシャル - フジテレビV2・V4・V5スタジオ

- 13年目突入記念・見よ！3時間生放送スペシャル - 幕張メッセイベントホール

- 2007年10月から最終回 - フジテレビ湾岸スタジオ

## 番組から誕生した音楽ユニット
- H Jungle with t（メンバー：浜田雅功・小室哲哉、歌唱担当：浜田雅功、作詞・作曲・編曲・プロデュース担当：小室哲哉）
- 浜田雅功と槇原敬之（メンバー：浜田雅功・槇原敬之、歌唱担当：浜田雅功・槇原敬之、作詞担当：松本人志、作曲・編曲担当：槇原敬之）

## スペシャル
- HEY!HEY!HEY!嵐の2時間スペシャル（1994年12月12日放送 ※番組初のスペシャル版）
- HEY!HEY!HEY!炎の3時間スペシャル（1995年4月10日放送）
- HEY!HEY!HEY!おみその1時間スペシャル（1995年7月16日、FNSの日・1億2500万人の超夢列島〜そのうちなんとか23時間内）
- 爆笑トークスペシャル（トーク総集編。未公開シーンなども放送）
- ○○のチャンプカーニバル（1996年ごろ放送）
  - HEY!HEY!HEY! 夢のCHAMP CARNIVAL IN TOKYO BAY NK HALL
（1996年4月8日放送、東京ベイNKホールにて収録）
  - HEY!HEY!HEY! 2万人のCHAMP CARNIVAL
（同年9月16日放送、完成仕立てのフジテレビお台場新社屋前の東京テレポートタウン 青海STATION SQUAREにて収録）
  - マライア来日ボツ記念 HEY!HEY!HEY! 砧のCHAMP CARNIVAL（1997年10月6日放送）
- ○○の○時間スペシャル（対決企画や総集編を放送。初期ではトークの総集編・チャンプの未放送の既存曲をここで放送していた。）
- 白いCHAMP X'mas（1996年12月23日放送）
- MUSIC AWARDS I - VI（番組初の生放送。1997年から2001年は生放送。但しVIは333回記念で収録）
- 生のCHAMP X'mas（1997年から毎年クリスマスあたりに行われるお台場FCGビルからの生放送。2003年で7回目。2004年は「生のクリスマススペシャル」というタイトル）
- inユニバーサルスタジオジャパンI - II（2002年と2003年の3月頃にユニバーサルスタジオジャパンを貸しきって放送）
- パーフェクトランキングスペシャル（毎年1月に前年1年間のパーフェクトランキングを発表し、トークの総集編も放送）
- RANK-IN ベスト100スペシャル（2005年から毎年最後の放送にオリコン年間シングルランキングを発表し、トークの総集編も放送）
- 祝!HEY!HEY!HEY! 400回記念スペシャルin SAITAMA SUPER ARENA（2003年9月22日、さいたまスーパーアリーナにて生放送）
- HEY!HEY!HEY! 春の桜満開!日本全国縦断生中継スペシャル（2004年4月5日、FCGビルV4スタジオを筆頭に全国各地の桜の名所から生放送）
- 祝!HEY!HEY!HEY! 10周年記念スペシャルin SAITAMA SUPER ARENA（2004年9月27日、さいたまスーパーアリーナにて生放送）
- 祝!HEY!HEY!HEY! 500回スペシャル!!〜ホンマは498回やけど〜（2006年4月3日、FCGビルから生放送）
- 祝!HEY!HEY!HEY! 13年目突入記念スペシャル（2006年9月25日、幕張メッセイベントホールから生放送、関西テレビ・沖縄テレビは20時から飛び乗りスタート）
- HEY!HEY!HEY! 春のお台場生放送スペシャル!!（2007年4月2日 19:00-21:24、FCGビルから生放送、19時から2時間半の放送だったため、かつて飛び乗りスタートしていた関西テレビ・沖縄テレビもフルネットで放送した。）
- HEY!HEY!HEY! 見よ!3時間生放送スペシャル（2007年9月24日 19:00-21:54、幕張メッセイベントホールから生放送、関西テレビ・鹿児島テレビ・沖縄テレビは20時から）
- HEY!HEY!HEY! 秋のオールスタンディングスペシャル!!（2007年10月15日・22日）
- HEY!HEY!HEY! 2007年末特別企画RANK-INベスト100スペシャル!!（2007年12月10日 19:00-20:54、福島テレビ・沖縄テレビなどは20時から）
- HEY!HEY!HEY! 生のお台場春一番スペシャル!!（2008年3月31日 19:00-21:54、FCGビルから全国同時ネットの3時間生放送）
- HEY!HEY!HEY! 見よ!湾岸から生放送スペシャル!!（2008年9月29日 20:00-21:54、2時間の生放送）
- HEY!HEY!HEY! 2008日本一早い年間ランキング大発表!! 倖田姉妹もテレビで初共演しちゃいましたスペシャル!!（2008年12月15日）
- HEY!HEY!HEY! 春爛漫!!豪華名曲スペシャル!!（2011年3月28日 19:00-20:54[15]）
- HEY!HEY!HEY! 緊急2時間スペシャル 今夜が最後! AKB48前田敦子さよならライブ生中継（2012年8月27日 19:00-20:54、飛び乗りスタートすることが多い関西テレビ・沖縄テレビもフルネットで放送した）[16][17]
- えっ!? マジで!? 秋の歌祭り! HEY!HEY!HEY! お台場から生放送スペシャル!!（2012年9月24日 19:00-21:54、3時間の生放送。関西テレビでは自社制作番組の放送がないためそのままフルネットで放送するが、福島テレビ・沖縄テレビでは20:00からの飛び乗りスタートとなる）
- HEY!HEY!HEY! 最終回まであと3回! ダウンタウン×ミュージシャン 二度と見られない初登場トーク解禁50選!!（2012年11月12日 19:00-20:54、関西テレビ・沖縄テレビでは20:00からの飛び乗りスタート）
- こんなに笑えた音楽番組はなかったぜ! 最後のHEY!HEY!HEY! MUSIC CHAMP（2012年12月17日 19:00-20:54、最終回・生放送）

レギュラー放送終了後
- HEY!HEY!HEY! MUSIC CHAMP 電撃復活2013 総勢97名のアーティストが集結!ダウンタウンがやらなきゃ誰がやる!SP（2013年7月1日 19:00-21:54、レギュラー放送終了後初の復活スペシャルとして放送[18]）　
  - ゲスト：E-girls、AKB48、HKT48、SKE48、NMB48、EXILE TAKAHIRO、華原朋美、Kis-My-Ft2、きゃりーぱみゅぱみゅ、剛力彩芽、SMAP、山下智久
- HEY!HEY!HEY! 2014 超豪華アーティストにゴリゴリ絡みましたSP（2014年1月13日 19:00-20:54（※一部地域を除く、一部生放送））
  - ゲスト：嵐、関ジャニ∞、クリス・ハート、三代目 J SOUL BROTHERS from EXILE TRIBE、モーニング娘。'14
- HEY!HEY!HEY! 2014 超豪華アーティストにゴリゴリ絡みましたSP“春”の直前SP（2014年4月6日 13:00-14:00（※関東ローカル））
  - ゲスト：HY、Kiroro、NMB48、フェアリーズ、Rev. from DVL
- HEY!HEY!HEY! 2014 超豪華アーティストにゴリゴリ絡みましたSP“春”（2014年4月7日 19:00-20:54（※一部地域を除く））[19]
  - ゲスト：AKB48、Kis-My-Ft2、ゴールデンボンバー、SMAP [注 6]、福山雅治
- HEY!HEY!HEY!特別編 さよなら大島優子ラストステージ生中継SP（2014年6月9日 19:00-20:54（※一部地域を除く））
  - ゲスト：AKB48グループ100名
- HEY!HEY!HEY! MUSIC CHAMP 20周年大感謝祭（2014年12月29日 20:00-22:48、生放送。トーク部分と一部のアーティストの歌唱部分は事前収録）
  - ゲスト：aiko、嵐、ウルフルズ、AKB48、ORANGE RANGE、GACKT、華原朋美、河村隆一、Kiroro、ゴールデンボンバー、小室哲哉、鈴木亜美、SMAP、TRF、T.M.Revolution、徳永英明、PUFFY、BoA、ポルノグラフィティ、槇原敬之、MAX、H Jungle with t

| ソングリスト                          | ソングリスト                                          | ソングリスト |
| アーティスト                          | 楽曲                                                  | 備考 |
| ------------------------------------- | ----------------------------------------------------- | --- |
| TRF×小室哲哉                          | survival dAnce 〜no no cry more〜 (1994年)            | オープニングアクトで当番組が放送開始された1994年の大ヒット曲として披露された。 曲の合間に出演アーティストの紹介が挟まれた。                                   |
| 嵐                                    | GUTS !                                                | 事前収録 トークコーナーあり。 |
| AKB48                                 | 希望的リフレイン                                      | 事前収録 トークコーナーなし。 |
| SMAP                                  | Amazing Discovery                                     | 事前収録 トークコーナーあり。 |
| 德永英明                              | さよならの向う側                                      | 事前収録 トークコーナーあり。 |
| aiko                                  | あたしの向こう                                        | 事前収録 トークコーナーあり。aikoとポルノグラフィティは2組同時に登場した。                                                                                    |
| ポルノグラフィティ                    | 俺たちのセレブレーション                              | 事前収録 トークコーナーあり。aikoとポルノグラフィティは2組同時に登場した。                                                                                    |
| ウルフルズ                            | ヒーロー                                              | 事前収録 トークコーナーあり。aikoとポルノグラフィティのトークコーナーにウルフルズも参加する形で3組同時で行った。                                              |
| 20周年大感謝祭 スーパーヒットメドレー |                                                       | |
| アーティスト                          | 楽曲                                                  | 備考 |
| T.M.Revolution                        | HOT LIMIT (1998年)                                    | |
| ウルフルズ                            | ガッツだぜ!! (1995年)                                 | 事前収録 |
| PUFFY                                 | アジアの純真 (1996年)                                 | |
| ORANGE RANGE                          | 上海ハニー (2003年)                                   | 事前収録 |
| 華原朋美                              | I'm proud (1996年)                                    | |
| MAX                                   | Ride on time (1998年)                                 | |
| 鈴木亜美                              | BE TOGETHER (1999年)                                  | |
| BoA                                   | メリクリ (2004年)                                     | |
| ポルノグラフィティ                    | アゲハ蝶 (2001年)                                     | 事前収録 |
| aiko                                  | キラキラ (2005年)                                     | 事前収録 |
| Kiroro                                | 長い間 (1998年)                                       | |
| 河村隆一                              | Glass (1997年)                                        | |
| GACKT                                 | 12月のLOVE SONG (2001年)                              | |
| ゴールデンボンバー                    | 女々しくて (2009年)                                   | 事前収録 |
| AKB48                                 | 恋するフォーチュンクッキー (2013年)                   | 事前収録 |
| TRF                                   | EZ DO DANCE (1993年)                                  | |
| SMAP                                  | 青いイナズマ (1996年)                                 | 事前収録 |
| 槇原敬之                              | チキンライス (2004年)                                 | |
| H Jungle with t                       | WOW WAR TONIGHT 〜時には起こせよムーヴメント (1995年) | 松本人志や生出演しているアーティストも総登場した。 事前収録のアーティストからは、 aiko、ポルノグラフィティ、AKB48、SMAP、ゴールデンボンバーが映像で登場した。 |

- HEY!HEY!HEY! MUSIC CHAMP 2015 春の大ぶっちゃけトークSP（2015年4月6日 21:00 - 22:54）
  - ゲスト：Kis-My-Ft2、きゃりーぱみゅぱみゅ、三代目 J Soul Brothers、ジャニーズWEST、湘南乃風、福山雅治

## HEY!HEY!NEO!
『HEY!HEY!NEO!』（ヘイ!ヘイ!ネオ!）は、フジテレビ系列で『HEY!HEY!HEY! MUSIC CHAMP』のスピンオフ番組として2015年から不定期放送されている音楽バラエティ番組。

### 概要
従来の人気・ベテラン・中堅等のアーティストが出演する『HEY!HEY!HEY!』とは対照的に、本番組では、まだ無名だがこれから売れるのに期待がある人気・ベテラン・中堅・若手・新人等のアーティストや大型音楽フェスやライブ等で中高年・若いファン等の圧倒的な支持を受けている今注目の人気アーティストが出演して、ダウンタウンとのトークやライブが繰り広げられる。放送時間帯は主に深夜帯（23時台）だが、放送時間延長のうえプライムタイムから開始したケース（第3回）もある。第8回はタイトルを『HEY!HEY!NEO! MUSIC CHAMP』に改題の上、土曜プレミアムにて初めてゴールデンタイムに放送された。放送時期は基本的に春、秋改編期の年2回だったが、2021年4月10日を最後に放送されていない。

### 出演者

#### 司会
- ダウンタウン（浜田雅功・松本人志）

### 放送データ
※ゲストは出演順
- 第1回（2015年9月25日 23:00 - 23:58）
  - ゲスト：［Alexandros］、KANA-BOON、キュウソネコカミ、水曜日のカンパネラ、MAN WITH A MISSION、ベッド・イン
- 第2回（2016年5月6日 23:00 - 23:58）
  - ゲスト：Ken Yokoyama、銀杏BOYZ、SiM、クリープハイプ、DJみそしるとMCごはん
- 第3回（2018年4月9日 22:30 - 翌0:04）
  - ゲスト：さだまさし、三浦大知、04 Limited Sazabys、岡崎体育、Mrs. GREEN APPLE、BiSH、四星球
- 第4回（2018年10月1日 23:00 - 23:59[注 7][注 8]）
  - ゲスト：DA PUMP、モーニング娘。'18、Fischer's、ゲスの極み乙女。、高橋優、オメでたい頭でなにより
- 第5回（2019年4月1日 23:00 - 翌0:00）
  - ゲスト：純烈、ジェジュン、なにわ男子、打首獄門同好会、AKB48
- 第6回（2019年9月30日 23:00 - 翌0:00）
  - ゲスト：Official髭男dism、蒼井翔太、MY FIRST STORY、ニガミ17才
- 第7回（2020年4月13日 23:30 - 翌0:30）
  - ゲスト：Little Glee Monster、JO1、THE ORAL CIGARETTES、SUPER BEAVER
- 第8回（2020年8月1日 21:00 - 23:10）
  - ゲスト：瑛人、山下智久、GENERATIONS from EXILE TRIBE、V6[20]、乃木坂46、LiSA、MAN WITH A MISSION、Sumika、JO1
- 第9回（2021年4月10日 21:00 - 23:10）
  - ゲスト：NiziU、DISH//、EXILE、HiHi Jets、美 少年、櫻坂46、Novelbright、JO1、マカロニえんぴつ

### スタッフ
- ナレーション：蒼井翔太（第8回-）
- 構成：倉本美津留、高須光聖、北原ゆき（北原→第9回）、橋本圭太朗（橋本→第8回-）
- TP：永野進（第1-3,9回、第4-8回まではTP/TD）
- SW：斉藤伸介（第3回まではTD兼務）、勝村信之（第9回）
- カメラ：今井健一（第7回-）
- VE：白波考大（第9回）
- 照明：堀江泰輔（第5回-）
- 音声：斎藤由佳（第3回-）
- PA：長谷川大輔（第3回-）
- 美術プロデューサー：平井秀樹
- 美術デザイン：鈴木賢太
- アートコーディネーター(第3回-)：西嶋友里（第1回は美術進行）
- 大道具：篠本匡介（第7回-）、木村邦春（第6回-）
- アクリル装飾：鈴木竜
- 電飾：渡辺信一、日下信二（日下→第9回）
- アートフレーム：八木秀樹（第3回-）
- 植木装飾(第9回)：後藤健（第9回）
- 視覚効果(第4回以来)：菅谷守（第7回-）
- メイク：Office MAKISE（浜田担当）、TEES（松本担当）、山田かつら（TEES・山田→第3回-）
- スタイリスト：高堂のりこ（松本担当）、利光英治郎（利光→第6回-、浜田担当）
- 編集：門山周介（第9回）
- MA：近藤宏紀（第7回-）
- 音響効果：大平拓也
- TK：石原由季
- 技術協力：IMAGICA、fmt、サンフォニックス、明光セレクト、マルチバックス、4-Legs（4-L→第1-7,9回）
- 協力：吉本興業／Smile on（スマイルオン）、gusuku、LLOYD BROTHERS、CREATORS BOX、BEE BRAIN、クリーク・アンド・リバー社（BEE→第1-3,6,8回-、gu・LLOYD・CRE→第4回-、クリーク→第8回-）
- 広報：根本智史（第8回-）
- デスク：藤田冴子（第7回-）
- リサーチ(第9回)：田原拓郎（第9回）
- FD(第4回-)：大岩玲奈（第9回）
- 制作プロデューサー：原知行、相良和矢
- ディレクター：唐雅則、中澤俊介、金澤賢史（金澤→第1-7,9回）、松清弘卓（第5,6,8回-、一時離脱）、浅尾和寿（第8回-）、城間康男、小杉隆史（小杉→第9回）
- プロデューサー：三浦淳（第6回-、第5回まではチーフプロデューサー）、矢﨑裕明（第5回-）、岩田恵（第8回、第2回まではAP、第3-7回は制作プロデューサー）、相場優衣子（第8回-、第3回はAD）、青木広美（第9回）
- 総合演出：佐藤正樹
- チーフプロデューサー：蜜谷浩弥（第6回-、第5回まではプロデューサー）
- 制作：フジテレビ編成制作局制作センター第二制作室（第6回-、第5回までは編成局制作センター第二制作室）
- 制作著作：フジテレビ

#### 過去のスタッフ
- ナレーション：佐藤賢治（第1回）、平井俊輔（どりあんず、第3-8回）
- 制作統括：中嶋優一（第6-8回、第5回まではチーフプロデューサー）
- 構成：オークラ、ビル坂恵（第1回）
- カメラ：上田容一郎（第5回まで）、横山大輔（第6回）
- VE：大西幸二（第6回まで）、小幡成樹（第7,8回）
- 照明：小林直貴（第1回）、松田和樹（第3,4回）、中村貞敏（第8回）
- 音声：斉藤勝也（第1回）
- PA：溝口直樹（第1回）
- 大道具：永嶌寛浩（第1回）、山井勝人（第6回まで）、瀬名波康之（第3-5回）
- アートフレーム：三浦丈裕（第1回）
- 電飾：後藤佑介（第8回まで）
- 視覚効果：小熊雅樹（第1回）、猪又悟（第4回）
- 特殊効果(第5,6回)：鈴木希望（第5,6回、第3回は視覚効果）
- メイク：久保田裕子（第1回）
- スタイリスト：北田あつ子（第5回まで、浜田担当）
- 編集：田中友裕（第1回）、鈴木朋子（第3回）、粟野千春（第4,5回）、粟嶋隆昌（第6回）、十文字美賀（第7回）、小池隆介（第8回）
- MA：伊藤一晃（第1回）、土屋由香（第3-6回）
- 協力：ザ・スピングラス、CLAP&WALK（共に第6回まで）
- 技術協力：共同テレビジョン（第7回まで）
- 広報：山本麻祐子（第1回）、鈴木文太郎（第3-5回）、木場晴香（第6回）、瀬田裕幸（第7回）
- デスク：谷山夏美（第1回）、富張明子（第3回）、榎本かすみ（第4-6回）
- FD(第4回-)：渡辺由貴（第4回）、古田萌（第5,6,8回）、岩田信歩（第7,8回）
- AP：大野真希（第1回）
- AD：佐竹優希（第1回）
- プロデューサー：松本祐紀（第1回）、河本晃典、菊岡郁枝（菊岡→第6回まで）

## 半期・年間パーフェクト・ランキング1位獲得曲
| 年度               | 曲名                     | アーティスト名                 | 備考   |
| ------------------ | ------------------------ | ------------------------------ | ------ |
| 1995年             | TOMORROW                 | 岡本真夜                       |        |
| 1996年下半期       | アジアの純真             | PUFFY                          | [ 21 ] |
| 1996年邦楽         | LA・LA・LA LOVE SONG     | 久保田利伸 with NAOMI CAMPBELL |        |
| 1996年洋楽         | MACARENA（恋のマカレナ） | LOS DEL RIO                    |        |
| 1997年上半期・邦楽 | FACE                     | globe                          | [ 22 ] |
| 1997年上半期・洋楽 | CHANGE THE WORLD         | ERIC CLAPTON                   | [ 23 ] |
| 1997年             | CAN YOU CELEBRATE?       | 安室奈美恵                     | [ 24 ] |
| 1998年上半期       | 夜空ノムコウ             | SMAP                           | [ 25 ] |
| 1998年             | 夜空ノムコウ             | SMAP                           | [ 26 ] |
| 1999年             | Automatic                | 宇多田ヒカル                   | [ 27 ] |
| 2000年             | TSUNAMI                  | サザンオールスターズ           | [ 28 ] |
| 2001年             | fragile                  | Every Little Thing             |        |
| 2002年             | ワダツミの木             | 元ちとせ                       | [ 29 ] |
| 2003年上半期       | 世界に一つだけの花       | SMAP                           |        |
| 2003年             | 世界に一つだけの花       | SMAP                           | [ 30 ] |
| 2004年上半期       | Jupiter                  | 平原綾香                       | [ 31 ] |
| 2004年             | 瞳をとじて               | 平井堅                         | [ 32 ] |

- パーフェクト・ランキング最初の1位は（1994年10月17日放送）、篠原涼子 with t.komuroの「恋しさと せつなさと 心強さと」[33]。
- 1996年4月8日の放送で第1回からの総合パーフェクト・ランキングを発表[33]。1位は岡本真夜の「TOMORROW」[34]。
- 1997年4月21日の放送で第1回からのアーティスト別ランキングを発表。1位はMr.Children[35]。
- 1997年10月6日放送で3年間の総合パーフェクト・ランキングを発表。1位は岡本真夜の「TOMORROW」[36]。
- 2004年5月3日の放送で10年間の総合パーフェクト・ランキングを発表。1位はサザンオールスターズの「TSUNAMI」。同曲は12週連続1位のパーフェクト・ランキング連続最長1位記録保持楽曲である。また、100位以内にランクインされた曲の中で最も古い楽曲は、宇野ゆう子の「サザエさん」（1969年11月10日シングルレコード発売）。「サザエさん」の場合は、「CD売り上げ」等では殆どポイントが入っていないが、「タイアップ番組の視聴率」のポイントが毎週加算され続けていた（ほぼ毎週視聴率部門で上位を獲得していた）為、それが累積してランクインしたものであり、パーフェクト・ランキングでしかありえない傾向である。

| 年度   | 曲名                   | アーティスト名                    |
| ------ | ---------------------- | --------------------------------- |
| 2005年 | 青春アミーゴ           | 修二と彰                          |
| 2006年 | Real Face              | KAT-TUN                           |
| 2007年 | 千の風になって         | 秋川雅史                          |
| 2008年 | truth/風の向こうへ     | 嵐                                |
| 2009年 | Believe/曇りのち、快晴 | 嵐/矢野健太 starring Satoshi Ohno |

- 2005年から2007年は、パーフェクトランキングではなく、「RANK-IN SP オリコンランキングTOP100」の発表となっている。また、2008年・2009年は、オリコン年間ベスト20の発表となった。
- 2010年は、シングルランキングではなく、1995年から2009年までの各年ごとのアーティストランキングTOP3（1位のみ映像で紹介）を発表した後に2010年のアーティストランキングを発表した。1位は、嵐（2008年から3年連続）となった。
- 2019年4月1日、「HEY!HEY!NEO」で、「パーフェクトランキング 2019年上四半期（Billboard JAPAN調べ）」として放送された。この時の1位は、米津玄師「Lemon」[37][38]。

## オープニングナレーションを担当したアーティスト
- マーク・パンサー(globe)
- PUFFY
- SPEED
- T.M.Revolution & 篠原ともえ
- 吉田拓郎 & 奥田民生
- TLC
- DA PUMP
- ポルノグラフィティ
- BOYZ ll MEN
- SISQO
- BABY FACE
- Britney Spears
- Mariah Carey
- t.A.T.u.
- Christina Milian
- PRINCE
- Mike Myers, Cameron Diaz, Eddie Murphy, Antonio Banderas
- Nick Carter(BACKSTREET BOYS)
- Cyndi Lauper
- Beyoncé
- 槇原敬之,小室哲哉,GACKT,つんく♂,T.M.Revolution

## エンディングテーマ
| 放送時期                  | 曲名                                      | アーティスト名                           |
| ------------------------- | ----------------------------------------- | ---------------------------------------- |
| 1994年10 - 12月2012年12月 | 愛のために                                | 奥田民生                                 |
| 1994年12月 - 1995年3月    | 信じるものに救われる                      | 谷村有美                                 |
| 1995年3 - 7月             | 戦場のボーイズ・ライフ                    | 小沢健二                                 |
| 1995年7 - 10月            | 明日は晴れる!                             | 荻野目洋子                               |
| 1995年10 - 12月           | 嘘つきダイアモンド                        | 井上陽水                                 |
| 1996年1 - 3月             | 君をのせて                                | ZIGGY                                    |
| 1996年4 - 6月             | 傷まみれの青春                            | 長渕剛                                   |
| 1996年7 - 9月             | 涙の影                                    | シャ乱Q                                  |
| 1996年10 - 12月           | DNA                                       | 川本真琴                                 |
| 1997年1 - 3月             | Happy                                     | Towa Tei Featuring: Viv. Bahamadia       |
| 1997年4 - 6月             | 口唇                                      | GLAY                                     |
| 1997年7 - 9月             | moment                                    | 西城秀樹                                 |
| 1997年10 - 12月           | I                                         | F-BLOOD                                  |
| 1998年1 - 3月             | あぁエキセントリック少年ボウイ            | エキセントリック少年ボウイオールスターズ |
| 1998年4 - 6月             | requiem for the man of nomad              | MOON CHILD                               |
| 1998年7 - 9月             | チャイナタウン                            | 矢沢永吉                                 |
| 1998年10 - 12月           | YURA・YURA〜Vibration                     | Fayray                                   |
| 1999年1 - 3月             | 青い契り                                  | 徳永英明                                 |
| 1999年4・5月              | A Ring                                    | テイ・トウワ                             |
| 1999年6月                 | Let Me Know                               | テイ・トウワ Featuring: CHARA            |
| 1999年7 - 9月             | DOH-YO                                    | TRINITY                                  |
| 1999年10 - 12月           | サテツの塔                                | swinging popsicle                        |
| 2000年1 - 3月             | HEART OF GOLD                             | SAKURA                                   |
| 2000年4 - 6月             | 19RED                                     | shela                                    |
| 2000年7 - 9月             | SATURDAY NIGHT                            | BLANKEY JET CITY                         |
| 2000年10 - 12月           | MORE FUN?                                 | PENPALS                                  |
| 2001年1 - 3月             | 雨                                        | Kids Alive                               |
| 2001年4 - 6月             | おっととっと夏だぜ!                       | EE JUMP                                  |
| 2001年7 - 9月             | 大きなあなた小さなわたし                  | shiina                                   |
| 2001年10月・11月          | ALMIGHTY FIVE MONKEYS                     | SNAIL RAMP                               |
| 2001年12月 - 2002年1月    | fake                                      | Nyle                                     |
| 2002年2・3月              | bittersweet samba〜ニッポンの夜明け前〜   | Re:Japan                                 |
| 2002年4・5月              | 見上げてごらん 夜の星を                   | Re:Japan                                 |
| 2002年6・7月              | 空想X                                     | pal@pop                                  |
| 2002年8・9月              | カレーライスの女                          | ソニン                                   |
| 2002年10・11月            | ワクワク It's Love                        | route0                                   |
| 2002年12月 - 2003年1月    | 冬蛍〜フユホタル〜                        | 小畑由香里                               |
| 2003年2・3月              | 愛しいひと                                | 斉藤蘭                                   |
| 2003年4・5月              | 恋してクラ☆クラ                           | IZAM                                     |
| 2003年6・7月              | Kiss!                                     | BENNY&PINK BUNNY                         |
| 2003年8・9月              | 春雨                                      | ロードオブメジャー                       |
| 2003年10 - 12月           | 僕の手紙                                  | ZONE                                     |
| 2004年1 - 3月             | After The Rain                            | AI                                       |
| 2004年4・5月              | Every time                                | TiA                                      |
| 2004年6・7月              | TOP OF THE SUMMER                         | D-51                                     |
| 2004年8・9月              | ミラクルジャンプ                          | 岡村靖幸                                 |
| 2004年10・11月            | Emotions                                  | 玉木 宏                                  |
| 2004年12月                | チキンライス                              | 浜田雅功と槇原敬之                       |
| 2005年1 - 3月             | 365 feat. DELI                            | AI                                       |
| 2005年4・5月              | ディア ロンリーガール                     | 加藤ミリヤ                               |
| 2005年6・7月              | 僕はずっと                                | as                                       |
| 2005年8・9月              | スタイル                                  | つばき                                   |
| 2005年10・11月            | クリスマスキャロルの頃には                | TAKA＋BA-K from デリカテッセン           |
| 2005年12月 - 2006年1月    | Reborn                                    | 舞                                       |
| 2006年2・3月              | 残像                                      | 椎名純平                                 |
| 2006年4・5月              | 声をかさねて...                           | ajapai（ヴォーカリスト：三浦大知）       |
| 2006年6・7月              | 恋愛スピリッツ                            | チャットモンチー                         |
| 2006年8・9月              | Have a nice day!                          | KREVA                                    |
| 2006年10・11月            | ULTIMATE GIRLS                            | Foxxi misQ                               |
| 2006年12月 - 2007年1月    | HERE WE GO feat. VERBAL(m-flo)            | May J.                                   |
| 2007年2・3月              | Hop, Step, Jump!                          | JYONGRI                                  |
| 2007年4・5月              | 言えたらいいのに...                       | Ciel                                     |
| 2007年6・7月              | 宇宙ハワイ feat. ハナレグミ               | アルファ                                 |
| 2007年8・9月              | Drear for you〜ありがとう〜               | YEBIN                                    |
| 2007年10・11月            | NEXT DOOR feat. CHOZEN LEE from FIRE BALL | ARIA                                     |
| 2007年12月 - 2008年1月    | 愛撫                                      | 清春                                     |
| 2008年2・3月              | 闘りゃんせ                                | YOKO                                     |
| 2008年4・5月              | JUNGLE DANCE                              | 谷村奈南                                 |
| 2008年6・7月              | LIV〜大切なあなたへ〜                     | CLIFF EDGE                               |
| 2008年8・9月              | 帰らない夏と消えないあのメロディー        | 竹仲絵里                                 |
| 2008年10・11月            | Doing                                     | INFLAVA                                  |
| 2008年12月 - 2009年1月    | ONE                                       | 玉手ゆういち                             |
| 2009年2・3月              | Break your name                           | 西風雲                                   |
| 2009年4・5月              | Break away                                | 西野名菜                                 |
| 2009年6・7月              | 伝えたいこと                              | 阿部真央                                 |
| 2009年8・9月              | FRIENDSHIP                                | GIRL NEXT DOOR                           |
| 2009年10・11月            | 桃栗三年柿八年                            | 新選組リアン                             |
| 2009年12月 - 2010年1月    | Last Kiss                                 | 超新星                                   |
| 2010年2・3月              | bye bye                                   | BENI                                     |
| 2010年4・5月              | 事実〜12歳で私が決めたコト〜              | 中川あゆみ                               |
| 2010年6・7月              | キミに伝えたくて                          | rhythmic                                 |
| 2010年8・9月              | 愛の唄                                    | 新選組リアン                             |
| 2010年10・11月            | フォーリングダウン                        | ムック                                   |
| 2010年12月 - 2011年1月    | ぽいぽいぽいぽぽいぽいぽぴー              | あやまんJAPAN                            |
| 2011年2月 - 3月           | 打ち上げ花火                              | 音速ライン                               |
| 2011年4月 - 6月13日       | てぃんがーら                              | RYOEI                                    |
| 2011年6月20日 - 8月       | 父から娘へ〜さや侍の手紙〜                | 竹原ピストル                             |
| 2011年9 - 10月            | ごめんね、ママ                            | YU-A                                     |
| 2011年11月                | STEP                                      | SM☆SH                                    |
| 2012年1月 - 3月5日        | ZERO SATISFACTION                         | ROOKiEZ is PUNK'D                        |
| 2012年3月12日 - 5月       | ゆい                                      | かりゆし58                               |
| 2012年6月                 | チャチャマンボ島                          | まきたんとかんぺいたん                   |
| 2012年8月                 | Message(Japanese Ver.)                    | MYNAME                                   |
| 2012年10 - 11月           | What's up                                 | MYNAME                                   |

## 歴代高視聴率
視聴率（%）はビデオリサーチ（関東地区）調べ。第1回目の視聴率は11.5%、平均視聴率は15%〜25%。歴代高視聴率は下記の通り。
番組の全盛期は90年代後半から00年代前半にかけてで、同時間帯でトップに立つこともしばしばあった。ダウンタウンの出身地である関西地区では関東地区よりも視聴率が高い傾向にあった。
| #  | 放送日         | 視聴率 | サブタイトル・内容 |
| -- | -------------- | ------ | --- |
| 1  | 1999年6月21日  | 28.5%  | ゲスト：宇多田ヒカル（初登場）、マキシ・プリースト with エリーシャ・ラバーン + 武蔵丸関、浜崎あゆみ、OLIVIA - ビデオリサーチ「音楽」部門の史上高視聴率番組・第5位に記録 - 瞬間最高視聴率は20時15分過ぎの33.6% - 関西地区の視聴率は30.6% |
| 2  | 1996年5月27日  | 23.9%  | ゲスト：久保田利伸、中谷美紀 with 坂本龍一、PUFFY with 奥田民生、中山美穂 |
| 3  | 1995年12月27日 | 23.8%  | ゲスト：安室奈美恵、globe - 50回記念スーパースペシャル |
| 4  | 1996年2月5日   | 23.0%  | ゲスト：SMAP、Mr.Children、内田有紀、女王様 |
| 5  | 2001年2月26日  | 22.9%  | ゲスト：宇多田ヒカル、キーヤキッスぱにっく、KENYA with J-TRAP |
| 6  | 2000年6月26日  | 22.1%  | ゲスト：宇多田ヒカル、19（ジューク）、hitomi、TRICERATOPS |
| 7  | 1995年4月10日  | 21.8%  | ゲスト：奥田民生、内田有紀、trf、H Jungle With t - 炎の3時間スペシャル |
| 8  | 1996年4月8日   | 21.6%  | - 夢のCHAMP CARNIVAL IN TOKYO BAY NK HALL |
| 9  | 1999年3月29日  | 20.8%  | - HEY!HEY!HEY! MUSIC AWARDS III at 東京ベイN.K.ホール |
| 9  | 1994年11月21日 | 20.8%  | ゲスト：玉置浩二、Mr.Children、工藤静香、間寛平 |
| 9  | 1996年7月29日  | 20.8%  | ゲスト：SMAP、MAX、JAYWALK、杏里 |
| 12 | 1995年7月17日  | 20.5%  | ゲスト：DREAMS COME TRUE、DEEN、スピッツ |
| 13 | 1995年10月2日  | 20.4%  | ゲスト：中山美穂、globe、奥田民生 - 紅の3.5時間スペシャル |
| 14 | 1996年9月16日  | 20.2%  | - 2万人のCHAMP CARNIVAL |
| 14 | 2000年1月10日  | 20.2%  | - PERFECT RANKING SPECIAL 燃えよ'99 年間ランキングベスト100 爆笑トーク総集編 |
| 16 | 1995年7月3日   | 20.1%  | ゲスト：FIELD OF VIEW - 涙の1時間スペシャル |
| 17 | 1995年7月24日  | 20.0%  | ゲスト：Mr.Children、瀬戸朝香、FUNK THE PEANUTS |

## ネット局と放送時間
| 放送対象地域  | 放送局                     | 系列                                         | 放送日時                      | 備考       |
| ------------- | -------------------------- | -------------------------------------------- | ----------------------------- | ---------- |
| 関東広域圏    | フジテレビ（CX）           | フジテレビ系列                               | 月曜 20:00 - 20:54            | 制作局     |
| 北海道        | 北海道文化放送（uhb）      | フジテレビ系列                               | 月曜 20:00 - 20:54            | 同時ネット |
| 岩手県        | 岩手めんこいテレビ（mit）  | フジテレビ系列                               | 月曜 20:00 - 20:54            | 同時ネット |
| 宮城県        | 仙台放送（OX）             | フジテレビ系列                               | 月曜 20:00 - 20:54            | 同時ネット |
| 秋田県        | 秋田テレビ（AKT）          | フジテレビ系列                               | 月曜 20:00 - 20:54            | 同時ネット |
| 山形県        | さくらんぼテレビ（SAY）    | フジテレビ系列                               | 月曜 20:00 - 20:54            | 同時ネット |
| 福島県        | 福島テレビ（FTV）          | フジテレビ系列                               | 月曜 20:00 - 20:54            | 同時ネット |
| 新潟県        | 新潟総合テレビ（NST）      | フジテレビ系列                               | 月曜 20:00 - 20:54            | 同時ネット |
| 長野県        | 長野放送（NBS）            | フジテレビ系列                               | 月曜 20:00 - 20:54            | 同時ネット |
| 静岡県        | テレビ静岡（SUT）          | フジテレビ系列                               | 月曜 20:00 - 20:54            | 同時ネット |
| 富山県        | 富山テレビ（BBT）          | フジテレビ系列                               | 月曜 20:00 - 20:54            | 同時ネット |
| 石川県        | 石川テレビ（ITC）          | フジテレビ系列                               | 月曜 20:00 - 20:54            | 同時ネット |
| 福井県        | 福井テレビ（FTB）          | フジテレビ系列                               | 月曜 20:00 - 20:54            | 同時ネット |
| 中京広域圏    | 東海テレビ（THK）          | フジテレビ系列                               | 月曜 20:00 - 20:54            | 同時ネット |
| 近畿広域圏    | 関西テレビ（KTV）          | フジテレビ系列                               | 月曜 20:00 - 20:54            | 同時ネット |
| 鳥取県 島根県 | 山陰中央テレビ（TSK）      | フジテレビ系列                               | 月曜 20:00 - 20:54            | 同時ネット |
| 岡山県 香川県 | 岡山放送（OHK）            | フジテレビ系列                               | 月曜 20:00 - 20:54            | 同時ネット |
| 広島県        | テレビ新広島（TSS）        | フジテレビ系列                               | 月曜 20:00 - 20:54            | 同時ネット |
| 愛媛県        | テレビ愛媛 （EBC）         | フジテレビ系列                               | 月曜 20:00 - 20:54            | 同時ネット |
| 高知県        | 高知さんさんテレビ （KSS） | フジテレビ系列                               | 月曜 20:00 - 20:54            | 同時ネット |
| 福岡県        | テレビ西日本（TNC）        | フジテレビ系列                               | 月曜 20:00 - 20:54            | 同時ネット |
| 佐賀県        | サガテレビ（STS）          | フジテレビ系列                               | 月曜 20:00 - 20:54            | 同時ネット |
| 長崎県        | テレビ長崎（KTN）          | フジテレビ系列                               | 月曜 20:00 - 20:54            | 同時ネット |
| 熊本県        | テレビくまもと（TKU）      | フジテレビ系列                               | 月曜 20:00 - 20:54            | 同時ネット |
| 鹿児島県      | 鹿児島テレビ（KTS）        | フジテレビ系列                               | 月曜 20:00 - 20:54            | 同時ネット |
| 沖縄県        | 沖縄テレビ（OTV）          | フジテレビ系列                               | 月曜 20:00 - 20:54            | 同時ネット |
| 大分県        | テレビ大分（TOS）          | 日本テレビ系列 フジテレビ系列                | 火曜 14:58 - 15:52            | 遅れネット |
| 宮崎県        | テレビ宮崎（UMK）          | フジテレビ系列 日本テレビ系列 テレビ朝日系列 | 火曜 0:29 - 1:24 （月曜深夜） | 遅れネット |
| 青森県        | 青森テレビ（ATV）          | TBS系列                                      | 木曜 23:50 - 翌0:45           | 遅れネット |
| 山梨県        | テレビ山梨（UTY）          | TBS系列                                      | 金曜 1:00 - 1:54 （木曜深夜） | 遅れネット |

### 過去のネット局
- テレビ山口（山口県、TBS系列）
- 四国放送（徳島県、日本テレビ系列）
- 高知放送（高知県、日本テレビ系列、高知さんさんテレビ開局まで放送）
- BSフジ（BSデジタル放送、2010年3月まで）

### ネット局に関する備考
- 19:00からスペシャルで放送される場合、19時台がローカルセールス枠のため、20:00から放送する一部ネット局はフジテレビからの裏送りで短縮版を放送することがあった（生放送の場合は飛び乗り）。

### ハイビジョン制作
- 2000年12月1日のBSフジ開局時からハイビジョン（HD）映像によるデジタルハイビジョン放送を開始し（現在はBSフジにおける放送は終了）、以降番組収録をHD映像で行っていた。SD（地上アナログ）放送ではサイドカット放送となる。
- BSでのHD放送開始以来、地上アナログ放送では表示される字幕スーパーが一切表示されなかった[注 11]。ただし一部過去の放送回のVTR映像ではSD映像のままの為スーパーが表示され[注 12]、稀にスーパーとともに鳴る効果音がデジタル放送では音だけが鳴る事もあった（デジタル放送でスーパー表示が行われる様になったのは2007年10月8日から）。同様の事例は『ヘキサゴンII』など。
- 地上デジタルテレビジョン放送（フジテレビなどFNS系列）ではHD映像で放送（ただしSD映像の部分は画面左右に飾りのサイドパネルが表示される）。当初特番は一部の生放送回を除きHDTVカメラで撮影されなかったため、アナログ放送と同じ標準画質となっており、BS放送用のハイビジョン版は全編左右飾りサイドパネル付きのピラーボックス放送となっていた（特番におけるハイビジョン制作は2006年9月25日から完全実施）。

### 字幕放送
本放送では2006年4月のマイナーチェンジから、字幕放送が行われているが、時差放送が行われている地上波局では行われていない場合がある。浜田の声は黄色、松本の声は緑色で表示されるが、回によっては、進行を務めるフジテレビアナウンサーの声が水色で表示される事もある。

## FNS27時間テレビ
1997年7月26日・7月27日に生放送された『疾風怒涛!FNSの日スーパースペシャルXI真夏の27時間ぶっ通しカーニバル 〜REBORN〜』ではダウンタウンが総合司会を務めて、当番組をベースとして番組の随所でさまざまなコーナーが行われた。また、他の年の『FNSの日』でも1コーナーとして当番組が生放送されており、2009年の『FNSの日26時間テレビ2009 超笑顔パレード 爆笑!お台場合宿!!』の日曜昼に生放送された。総合司会の島田紳助とヘキサゴンファミリーが出演。さらに、1コーナーではないが2008年の『FNS27時間テレビ!! みんな笑顔のひょうきん夢列島!!』では総合司会の明石家さんまがフジテレビ本社から湾岸スタジオへ移動する際に、通常放送の当番組の同年8月11日放送分の収録現場に乱入するハプニングが生放送された。生放送翌日の7月28日の番組冒頭では、「舞台裏」として当日の模様とCM中のトークが放送された

## スタッフ

### 復活特番のスタッフ
2015年4月6日放送分
- ナレーション：佐藤賢治
- 監修：佐々木勝俊
- 構成：倉本美津留、高須光聖、ビル坂恵
- 音楽：Cyber Of Water
- 音楽アドバイザー：島武実、佐久間正英
- TP：永野進
- SW：斉藤伸介
- カメラ：上田容一郎
- 音声：國谷哲男
- VE：大西幸二
- 照明：小林敦洋
- PA：長谷川大輔
- ロケ技術
  - カメラ：佐藤雄介、矢田部修
  - 音声：絹山幸広
  - VE：園本航平
- 美術制作：平井秀樹
- デザイン：越野幸栄、鈴木賢太
- 美術進行：足立和彦
- アートフレーム：三浦文裕
- 大道具：永富育浩、引馬幹晴
- 電飾：渡辺信一
- 視覚効果：小熊雅樹
- 特殊美術：坂之下啓輔
- 装飾：高野城二
- アクリル装飾：山田隼人
- 生花装飾：小柳幸絵
- メイク：Office MAKISE、久保田裕子
- スタイリスト：高堂のりこ、北田あつ子
- 編集：田中友裕・木村雅史（2人共IMAGICA）
- MA：伊藤一馬（IMAGICA）
- 音響効果：大平拓也（4-Legs）
- タイムキーパー：石原由季
- CG：瀬井貴之
- ペイント：吉澤真純（IMAGICA）
- 衣裳協力：SMART CLOTHING STORE、DIESEL、Styles、REDWOOD、Dickies、DOUBLE STEAL、UNCHAIN、FUNKYFRUIT、JACKROSE、ABC-MART、たんす屋、さが美
- 技術協力：IMAGICA、4-Legs、fmt、共同テレビジョン、サンフォニックス、明光セレクト、インターナショナルクリエイティブ
- 制作協力：吉本興業
- スタッフ協力：ザ・スピングラス、スマイルオン、BEE BRAIN、クリエイターズボックス、ロイドブラザーズ、CLAP&WALK、ビクスタ
- 広報：山本麻祐子
- デスク：福田有岐、谷山里美
- ディレクター：佐藤正樹、城間康男、松清弘卓、伊藤正鋭、金澤賢史、中澤俊介
- AP：秦野晃子、岩田恵、大野真希、中村悦子
- 協力プロデューサー：原知行、相良和矢
- プロデューサー：河本晃典、菊岡郁枝
- 演出：唐雅則
- チーフプロデューサー：三浦淳
- 総合演出：蜜谷浩弥
- 制作：フジテレビバラエティ制作センター
- 制作著作：フジテレビ

過去のスタッフ
- 構成：町田裕章、オークラ
- TD：勝村信之
- カメラ：横山大輔、馬場義土、米山和孝
- 音声：鹿又健一、谷川宏輝
- VE：池川秀彦
- 照明：植松晃一、小林直貴、大竹康裕
- PA：溝口賢蔵
- 編集：瓜田利昭（D-Craft）、新居和弘、小川琢磨（IMAGICA）
- MA：木村亮允、土屋由香（IMAGICA）
- 音響効果：松長芳樹（digitalcurcus）
- タイムキーパー：海老澤廉子、平野美紀子
- イラスト：ぴーたん
- 大道具：新屋貴之
- アクリル装飾：土屋祥太
- 植木装飾：廣田明
- 衣裳協力：BAYCREW'S、J.FERRY、NOLLEY'S、MISCH MASCH、RANDA、BerBerJin、HALSUIT、ALIGATO、BLUE BLUE、GOMME HOMME、KENT＆CURWEN、SPINS、KASHIYAMA、Innocent World、LONG RUN、SUNCLOVER、FIGO、OHARICO TOKYO、order salon arc、IRIS、SCRAMBLE EGG、René、PINETA、クロスプラス、パシオス、高木ミンク、ハワイ商事、三松、和真メガネ
- スタッフ協力：フォーミュレーション、THE WORKS、ブラックボックス
- 協力：共同通信社、アフロ
- 編成：濱野貴敏、吉田寛生
- デスク：箭内園子
- 制作：佐々木将
- ディレクター：浅尾和寿、小杉隆史、加藤智章、太田秀司、麻生裕久
- 制作プロデューサー：北澤裕史
- プロデューサー：赤池洋文
- チーフプロデューサー：石川綾一

### 最終回時点のスタッフ
エンディングのスタッフロールのフォントは2002年頃まで江戸文字を使用していた（前期の「BANG!BANG!BANG!」も同様）。
- ナレーション：佐藤賢治、鈴木麻里子、日野聡、福山潤
- 監修：佐々木勝俊（以前は構成）
- 構成：倉本美津留・高須光聖（倉本・高須→以前はウライター）、町田裕章、亀津雄介、石舘光太郎
- 音楽：Cyber of Water
- 音楽アドバイザー：島武実、佐久間正英
- TD/SW：勝村信之（フジテレビ、以前はカメラ）
- SW：永野進、田原健二、長田崇、先崎聡、障子川雅則、芳山貴勇
- カメラ：馬場義士（フジテレビ）、横山大輔、上田容一郎、溝脇徹
- 音声：谷川宏輝、吉村真人、中村峰子（フジテレビ）、小幡一網、塚山拓磨、鹿又健一、長谷川周作
- VE：大西幸二、鈴木貴裕、大垣孝之、古賀航、帆足聡一郎、南雲幸平
- 照明：小林直貴、大竹康裕、朝倉康之、中村貴志
- PA：株式会社サンフォニックス
- クレーン：明光セレクト
- マルチ：インターナショナルクリエイティブ
- バリライト：PRGアジアライティング
- 編集：瓜田利昭（IMAGICA→D-Craft）、田中友裕・木村雅史・新居和弘・粟野千春・多田兼悟・中野雅俊（IMAGICA）
- 音響効果：中田圭三・大平拓也（4-Legs）
- MA：石川英男・伊藤一馬・土屋由香（IMAGICA）
- タイムキーパー：石原由季、平野美紀子
- CG：松本幸也（orb）
- VIZ：瀬井貴之（フジテレビ）
- ペイント：吉澤真純（IMAGICA）
- イラスト：ぴーたん
- 美術制作：平井秀樹（フジテレビ）
- デザイン：越野幸栄
- 美術進行：足立和彦、田口新作
- アートフレーム：三浦文裕
- 大道具：永富育浩、引馬幹晴
- 電飾：渡辺信一
- 視覚効果：小熊雅樹
- 特殊美術：坂之下啓輔
- 楽器：三浦隆春
- 装飾：ジョージ・タカノ（高野城二）
- アクリル装飾：土屋祥太
- 生花装飾：小柳幸絵
- タイトルロゴ：金田全央・高城まどか（HR）
- メイク：office MAKISE、久保田裕子
- スタイリスト：高堂のりこ、北田あつ子
- 衣装協力：BAYCREW'S、GAS、ジーンズショップ マルカワ、洋服の青山
- 制作協力：吉本興業
- 協力：八峯テレビ、共同テレビジョン、関西テレビ放送、FLT、ランダム、田中電設、共立、ダブルビジョン、D-Craft、IMAGICA、4-Legs、アドゲイプロモーション、フォーミュレーション、CELL、グスク、THE WORKS、BEE BRAIN、SPINGLASS、ブラックボックス
- 編成：濱野貴敏・吉田寛生（共にフジテレビ）
- 広報：山本麻祐子（フジテレビ）
- モバイル：鈴木めぐみ
- 運営：椎名貴一
- デスク：中村悦子
- 制作：佐々木将（フジテレビ、以前はディレクター・演出→AP→プロデューサー→CP）
- AD：金澤賢史、中澤俊介、松原由希香、岩田恵、塚田幸子、藤原英祐、末屋聡、佐竹優希、菅原朋子、石原大輔、佐伯祐理、橋本典明
- ディレクター：城間康男（フジテレビ→グスク）、唐雅則（CELL）、松清弘卓、浅尾和寿、小杉隆史、野満一朗太、太田秀司（フジテレビ）、篠崎友和、黒田源治（エスエスシステム）、鈴木大二郎
- 制作プロデューサー：北澤裕史（以前はAP） / 赤池洋文・和田健（フジテレビ、共に最終回のみ）
- AP：菊岡郁枝（THE WORKS）、秦野晃子
- 協力プロデューサー：原知行（CELL）、相良和矢
- プロデューサー：河本晃典（フジテレビ、以前はディレクター） / きくち伸（フジテレビ、以前はAP→プロデューサー→CP）
- チーフプロデューサー：石川綾一（フジテレビ、以前はディレクター→プロデューサー）
- 総合演出：佐藤正樹（以前は演出）
- 制作：フジテレビバラエティ制作センター
- 制作著作：フジテレビ

### 歴代スタッフ
- ナレーション：武居“M”征吾、秀島史香
- ウライター→構成：成田はじめ、山内浩嗣、畔柳賢朗、津曲裕之、佐藤千秋、すずきB、原口靖広、高須晶子、近澤浩和、本間亜弥、石川敦基、石田義文
- TD・SW：馬場直幸（フジテレビ）
- SW：斉藤浩太郎、佐々木信一、石田智男、塩津英史（佐々木以外→フジテレビ）
- カメラ：槙俊哉、伊佐憲一、坂本淳一、米山和孝、二見健二、西村孝廣、田宮長昭、斉藤伸介（米山・斉藤→フジテレビ）
- 音声：菊地道元、相馬厚、鹿又健一、工藤晃義、太田宗孝、斎藤由佳、木俣洋一、敬緒匡、左口満寿
- VE：渋川幸男（フジテレビ）、戸田英男、金森健彦、鈴木貴裕、島田靖久、中井章晴
- 照明：植松晃一、八木原伸治、三浦雅哉、加藤司、四分一浩、一柳忠彦、中村貞敏
- バリライト：水谷あゆみ、渡辺昭夫、梅村純、安達浩也
- マルチ：大原勝、村山裕子
- レーザー：矢萩秀二
- PA：宮田智之、古藤崇
- 編集：真壁一郎・小笠原一登・吉村崇（共にIMAGICA）
- MA：藤田一哉（IMAGICA）
- 音響効果：川端智之（4-Legs）
- タイムキーパー：増山郁子
- タイトルCG：電波倶楽部、永吉敬文（IMAGICA）、黒沼透（ACTZERO）
- ペイント：菊池大介・山口由紀子（IMAGICA）
- イラスト：ぴーたん
- ランキングCG：ViNO
- チャートシステム：津山広毅
- 美術制作：石鍋伸一朗・井上幸夫（共にフジテレビ）
- アクリル装飾：渋谷哲也、太田浩
- 楽器：磯元洋一
- 生花装飾：長崎由利子
- 植木装飾：森慶申、広田明
- 装飾：中村俊介
- アートフレーム：永濱大作、近藤和茂
- 特殊美術：樋口真樹、平野正英
- 衣裳：横田尊正、木村直美
- メイク：松浦緑、牧瀬典子、輿石昌美、飯田あゆみ、原口千枝、興山洋子
- ダウンタウンスタッフ（全員吉本興業）：大﨑洋/岡本昭彦/藤原寛、河内俊昭、清水和成、木本公敏、坂本直彦、田島雄一、松井直人、織田直也、長江康裕、土屋朋之、金正敏、渡邉哲也
- 制作：井上信悟（フジテレビ、番組初期）、清水宏泰（当時フジテレビ、以前はAP→プロデューサー→チーフプロデューサー）
- プロデューサー・演出：水口昌彦（フジテレビ、初代）
- 演出・ディレクター：城野智則（CONTROL）、長部聡介・夏野亮・冨田哲朗・平野雄大・神原孝・小寺尚・板谷栄司・黒木彰一・明松功（フジテレビ）、吉川厚、三浦淳・武田誠司（フジテレビ）、仮屋隆典、深沢一浩（CELL）、萬匠祐基（フジテレビ）、田中暁史、荷見基成、松浦健太郎、森健宣、福山晋司（フジテレビ）、中川大輔、伊藤正鋭
- プロデューサー：柳生昌也、千葉洋美、柳岡克則
- AP：佐藤一巳、児玉芳郎（当時4-Legs→現フジテレビ）
- デスク：栗田美奈子、鶴田弘子、富張明子、井上晴恵、永島聖子、済本明里